# Auguste Marion
Auguste Marie Alban Marion (ur. 11 lipca 1876 w Paryżu, zm. 1 lipca 1955 tamże) – francuski strzelec, olimpijczyk, mistrz świata.
W 1912 roku wystąpił na igrzyskach olimpijskich w trzech konkurencjach. Najwyższe miejsce indywidualnie osiągnął w karabinie dowolnym w trzech postawach z 300 m (45. pozycja). W drużynie zajął 4. miejsce w karabinie dowolnym w trzech postawach z 300 m.
Marion zdobył jeden medal na mistrzostwach świata. Wywalczył złoto w karabinie wojskowym stojąc z 300 m na turnieju w 1911 roku.

## Wyniki

### Igrzyska olimpijskie
| Igrzyska       | Konkurencja                                     | Wynik                                         | Miejsce | Źródło |
| -------------- | ----------------------------------------------- | --------------------------------------------- | ------- | ------ |
| Sztokholm 1912 | Karabin dowolny, trzy postawy, 300 m            | 868 pkt. (311–303–254)                        | 45      | [ 1 ]  |
| Sztokholm 1912 | Karabin dowolny, trzy postawy, 300 m, drużynowo | 5471 pkt. (druż.) 855 pkt. ind. (320–280–255) | 4       | [ 2 ]  |
| Sztokholm 1912 | Karabin wojskowy, dowolna postawa, 600 m        | 69 pkt.                                       | 63      | [ 4 ]  |

### Medale mistrzostw świata
Opracowano na podstawie materiałów źródłowych:
| Mistrzostwa | Konkurencja                    | Wynik    | Miejsce |
| ----------- | ------------------------------ | -------- | ------- |
| Rzym 1911   | Karabin wojskowy stojąc, 300 m | 239 pkt. |         |